# 阿达河畔卡卢斯科
阿达河畔卡卢斯科（義大利語：Calusco d'Adda）是意大利贝加莫省的一个市镇。总面积8平方公里，人口8320人，人口密度1040.0人/平方公里（2009年）。国家统计（ISTAT）代码为016046。